# Phanogomphus kurilis
Phanogomphus kurilis – gatunek ważki z rodziny gadziogłówkowatych (Gomphidae). Występuje w zachodniej części USA (stany Waszyngton, Oregon, Idaho i Kalifornia) oraz na Kurylach.